# Логвиненко-Славута Анатолій Андрійович
Анатолій Андрійович Логвиненко-Славута (нар. 24 лютого 1937, с. Велика Врадіївка, нині смт Врадіївка, Миколоївська обл. — пом. 20 серпня 2012, Київ) — український поет, кіносценарист, публіцист. Член НСПУ (1976).

## З біографії
Анатолій Логвиненко народився 24 лютого 1937 року в селі Велика Врадіївка, нині смт Врадіївка Миколоївська області. 1961 року закінчив українське відділення філологічного факультету Одеського університету імені І. І. Мечникова. По закінченні університету переїхав до Криму. Працював редактором сценарно-редакційної колегії Ялтинської кіностудії художніх фільмів, а також у редакції газети «Кримська правда» (Сімферополь). У 1970-их роках переїхав до Києва. Працював у газетах «Київська правда», «Літературна Україна», журналі «Україна». З 1987 року був заступником директора бюро пропаганди художньої літератури Спілки письменників України. З 1989 року обійняв посаду заступника голови Українського фонду культури.
Помер 20 серпня 2012 року в Києві.

## Творчість
Дебютував у літературі як поет. Першу поетичну збірку «Багряна голубінь» опублікував 1964 року в Симферополі. 1973 року вийшла збірка «Моряна» (також Симферополь).
У київських видавництвах з'явилися другом його поетичні збірки «Сонячний вітер» (1981), «Заручник часу» (2001), «Стобіль» (2009), «Відторгнення серця» (2013).
За кіноповістю Анатолія Логвиненка «Сіль» (1980) на Київській кіностудії ім. Олександра Довженка було знято художній фільм «На вагу золота» (1983, режисер Євген Шерстобитов).
Окремі поезії Логвиненка-Славути перекладені російською, казахською, болгарською та польською мовами.